# Walenty Chobrzyński
Walenty Chobrzyński (Kobrzyński) herbu Rawicz – podstoli inowłodzki od 1777 roku, podstoli brzeziński w latach 1758–1777, konsyliarz województwa łęczyckiego w konfederacji barskiej w 1769 roku.
W 1764 roku był elektorem Stanisława Augusta Poniatowskiego z województwa łęczyckiego.